# Ebbe Parsner
Ebbe Parsner, né le 6 juin 1922 à Copenhague et mort le 24 octobre 2013, est un rameur d'aviron danois.

## Carrière
Ebbe Parsner participe aux Jeux olympiques de 1948 à Londres et remporte la médaille d'argent en deux de couple avec Aage Larsen.